# Lázaro Morúa
Lázaro Manuel Morúa Ruiz (17 de junio de 1949, Matanzas) es un músico y cantante cubano.

## Biografía
Nace el 17 de junio de 1949, en el pueblo de Sabanilla, situado en la provincia de Matanzas, Cuba. Hijo menor de la familia Morua y cuyos hermanos formaron el famoso cuarteto cubano, Los Zafiros.
Es conocido como un cantante de excepcionales dotes vocales y talento singular. Invitado permanente al Festival Internacional de Jazz Plaza por el presidente del encuentro y ganador de cuatro premios Grammy Chucho Valdés, Boby Carcacés.

## Membresías
- de la Unión Nacional de Escritores y Artistas de Cuba, UNEAC.
- del Club Cubano de Jazz Plaza, Cuba.

## Educación artística y actividades profesorales
- Ha sido evaluado como baterista, cantante de orquesta, cuarteto, solista, instrumentista; o ambas.
- Ha impartido clases de canto, drums, armónica, teoría y solfeo, etc; a algunos alumnos escogido por él.
- Ha dado clases magistrales sobre jazz, blues, black góspel, spirituals, y sobre entrecruzamientos de estos géneros con la música cubana.

## Agrupaciones musicales más importantes donde ha trabajado
- Los Armónicos de Felipe Dulzaides, grupo instrumental.
- Los Dada, grupo de rock.
- Los Irakere, orquesta.
- Los Van Van, orquesta.
- Los Nova, cuarteto vocal.

## Resumen de algunas actuaciones internacionales

### 1978
- Gira por Europa con la orquesta Los VanVan:
- Moscú. URSS
- Ucrania, URSS
- Sofía, Bulgaria

### 1979
- Plaza Abierta, con la orquesta Los Van Van, Saidin. España

### 1987
Viaja a Europa como parte del Show del Cabaret Tropicana y cantante del cuarteto Los Nova. Gira por varios países de Europa descritos abajo:	
- Teatro Friedrichstast Palace,	Berlín, Alemania
- Teatro de los Congresos, Hamburgo, RFA
- Teatro Essen Grugahalle Essen, RFA
- Teatro Olympic, Roma, Italia.

### 1988
Gira por Europa:
- Teatro del Palassio del Congresi, Bologna, Italia
- Teatro Palastrussardi,	Milano, Italia
- Teatro Wiener Stalhalle, Viena, Austria
- Teatro Julius Fusic,	Praga, Checoslovaquia
- Teatro Carre,	Ámsterdam, Holanda

### 1989
- Gira por toda Italia del Show del Cabaret Tropicana, como cantante del cuarteto Los Nova.

### 1998
- Piazza Statione (Teggerete), Proyecto Cuba Linda, Lugano, Suiza.
- Anfitheatro Rastat, Fano, Italia
- Marciac, Francia
- Club New Morning, París, Francia
- Dornbirn, Austria
- Club Jazzhaus, Fribourg, Alemania
- Bern/Gürten, Suiza
- Koudekostradt,	Weide/Dranouter, Bélgica.

## Discos Grabados
- 1979	'Van Van' CD, editora musical EGREM, orquesta Los Van Van.
- 1998	'Guajira con Tumbao' CD, editora musical EGREM, con Peruchín Jr, y Juan Carlos.
- 1998	'Jazz Timbero CD, editora musical TUMI MUSIC] (enlace roto disponible en Internet Archive; véase el historial, la primera versión y la última)., con Bobby Carcasses, y William Torres.
- 1999	'Noche de la Rumba CD, editora musical TUMI MUSIC.
- 1999 'Clave y Guaguancó' CD, editora musical TUMI MUSIC, con Celeste Mendoza, el Lele, y Changuito.
- 2002	'De la Tierra' CD, editora musical ABDALA, con Francis del Río, y variados músicos.

## Métodos de Estudios Elaborados
- Autor de un método de estudio para la armónica diatónica (blues harp). Inédito.
- Autor de un método de estudio de batería (drums)para la caja y dos bombos, etc. Inédito.

### Proyecto Afro-Blues-Góspel de Cuba
- Autor del proyecto de Investigación-Comunicación para Coro y Orquesta, con Solista, o Instrumentista, o ambos.

## Otros artistas y amigos cubanos
- Juan T. Vazquez Martin, pintor y uno de los maestros de la abstracción en Cuba.
- Alberto Corrales, flautista, compositor y arreglista. Director de la orquesta Panorama
- Nieves Ródriguez Gómez, escritora y poeta, locutora y actriz

- Datos: Q5684545